# Neateuchus
Neateuchus là một chi bọ cánh cứng thuộc họ Scarabaeidae.